# ЛАЗ-5207
ЛАЗ-5207 — украинский автобус большой вместимости предназначенный для междугородних перевозок, выпускавшийся на Львовском Автозаводе.
По кузову ЛАЗ-5207 был унифицирован с автобусом ЛАЗ-4207.
Кузов автобуса несущий, вагонного типа, 2-дверный (двери — одностворчатые выдвижного типа). Каркас кузова выполнен из труб большого сечения с нанесением антикоррозионной защиты. Применение оцинкованного листового материала и алюминиевых панелей обеспечивает долговечность автобуса. Планировка сидений 4-рядное. Сиденья самолетного типа с регулируемым наклоном спинки и подголовником. Расположение двигателя — заднее. Пассажирский салон автобуса оборудован аудио-и видеосистемами, кондиционером. Сиденье водителя — подрессоренное, регулируется по высоте, длине, наклону подушки и спинки.
Автобус оснащался шестицилиндровым дизельным двигателем Ярославского моторного завода ЯМЗ-236HE объемом 11,1 литров мощностью в 230 лошадиных сил, отличавшемся высокой топливной экономичностью - 18,4 литра в смешанном цикле. Также была возможность установки двигателя Deutz мощностью 237 л.с.
Серийное изготовление автобусов семейства «Лайнер» (Лайнер-9, Лайнер-10, Лайнер-12, унифицированные 9-, 10- и 12-метровые автобусы) было начато в 2002 году, одновременно с прекращением выпуска семейства ЛАЗ-695 и ЛАЗ-699.
В 2003 году все семейство ЛАЗ-А141/4207/5207 прошло модернизацию кузова. Автобус ЛАЗ-5207 получил обозначение ЛАЗ Лайнер-12.
В России демонстрационный пробег автобуса состоялся в 2004 году. В том же году «Мосгортранс» закупил четыре автобуса ЛАЗ-5207 «Лайнер-12» для использования в качестве «Оперативно-диспетчерских пунктов», автобусы были распределены между ФАТПом, 7, 10 и 17 парками. На 2022 год два из этих трех автобусов всё ещё работает, один демонстрировался как экспонат на показе ретро-техники, приуроченному к 90-летию московского автобуса.

## Модификации
- ЛАЗ-5207
- ЛАЗ-5207 «Лайнер-12»
- ЛАЗ-52072
- ЛАЗ-520780 «Лайнер-12»
- ЛАЗ-520781 «Лайнер-12»
- ЛАЗ-520782 «Лайнер-12»
- ЛАЗ-5207DL «Лайнер-12»
- ЛАЗ-5207DN «Лайнер-12»
- ЛАЗ-5207DT «Лайнер-12»
- ЛАЗ-5207FL «Лайнер-12»
- ЛАЗ-5207FN «Лайнер-12»
- ЛАЗ-5207FT «Лайнер-12»
- ЛАЗ-5207JL «Лайнер-12»
- ЛАЗ-5207JN «Лайнер-12»
- ЛАЗ-5207JT «Лайнер-12»